# فورسیت (جورجیا)
فورسیت، جورجیا (به انگلیسی: Forsyth, Georgia) یک شهر در ایالات متحده آمریکا با جمعیت ۳٬۷۷۶ نفر است که در جورجیا واقع شده‌است.

## موقعیت جغرافیایی
موقعیت جغرافیایی شهرها و مناطق اطراف به شرح زیر است: